# Myxilla (Styloptilon) canepai
Myxilla (Styloptilon) canepai is een gewone sponsensoort uit de familie van de Myxillidae. De wetenschappelijke naam van de soort is voor het eerst geldig gepubliceerd in 2011 door Schejter, Bertolino, Calcinai, Cerrano & Bremec.